# ヘルベルト・シュヴェート
ヘルベルト・シュヴェート（Herbert Schwedt, 1934年7月31日 - 2010年3月21日）は、ドイツの民俗学者、マインツ大学教授。

## 経歴
オーバーシュレジエンのボイテン（現ポーランド・ビトム）生まれ。研究者としての初期に先輩のヘルマン・バウジンガーと共にテュービンゲン大学民俗学科にあたるルートヴィヒ・ウーラント研究所の企画として、東ヨーロッパからの引揚げ民の居住地の調査にたずさわった。マインツ大学民俗学科を主宰するようになってからも、テュービンゲン市内のヒルリンゲン地区を拠点としてバーデン＝ヴュルテンベルク州の民俗調査をつづけた。またマインツが所在するラインラント＝プファルツ州を対象に祭り行事、とりわけファスナハト行事をテュービンゲン大学の改革的な視点において推進し、祭り行事を神話時代に関係づけて意味づける前代の歪みを打破することに貢献した。夫人のエルケ・シュヴェートも民俗学者であり、共著が多い。

## 著作（日本語訳）
- 「南西ドイツ シュヴァーベンの民俗－年中行事と人生儀礼」エルケ・シュヴェートと共著 河野眞訳、文楫堂、2009年